# یوروپاپ
یوروپاپ (به انگلیسی: Europop) به سبکی از موسیقی پاپ اشاره دارد که ابتدا در اروپا و از اواخر دهه ۷۰ میلادی شکل گرفت و گسترش یافت.
یکی از تفاوت‌های اصلی موسیقی پاپ در آمریکا و اروپا این است که پاپ اروپایی به رقص و ترنس گرایش بیشتری دارد.